# Лили Танкова
Лили Танкова е български керамик-дизайнер. Родена е на 20 август 1924 г. в Пловдив.
В средата на 1940-те години започва активна творческа дейност в областта на керамиката към музея в Троян, ателие за керамика в гр. Априлци. Създава колекция от етнографска керамика, като реставрира технологията и естетиката на древните съдове, ползвани на територията на България.
Нейните изложби са откривани от проф. Марко Семов и проф. д-р Любен Прашков. Нейно достижение е откриването на технологията за изработка на черна-пушена керамика. Печели множество награди и признания на Международната изложба на народните художествени занаяти „Орешак".
Завършва немско училище и школа „Репин“ за изобразително изкуство. С керамика започва да се занимава доста по-късно на около 40-годишна възраст. Първият ѝ учител е карловецът Георги Бакърджиев.
Работи като моделиер в ателието, но често помага и в гравирането. Творчеството ѝ е стилово разнородно – твори копия на стари антични съдове, черна пушена керамика, сграфитокерамика, модерни форми, керамични пана.

## Изложби
- 16 самостоятелни изложби в България с множество награди, в това число и от всички национални изложби в Орешак, Троян.
- множество участия в колективни изложби в България, Лондон, Амстердам, Женева, Хамбург, Братислава, Будапеща, Москва и Токио.